# Galapa baerti
Galapa baerti is een spinnensoort uit de familie trilspinnen (Pholcidae). De soort komt voor op de Galapagoseilanden en is de typesoort van het geslacht Galapa.